# Boladı
Boladı är en ort i Azerbajdzjan.   Den ligger i distriktet Lənkəran Rayonu, i den sydöstra delen av landet, 190 km sydväst om huvudstaden Baku. Antalet invånare är 7 940.
Terrängen runt Boladı är huvudsakligen platt, men åt sydväst är den kuperad. Trakten är tätbefolkad. Närmaste större samhälle är Lankaran, 16,8 km söder om Boladı.